# Stazione di Solbiate-Albiolo
Stazione di Solbiate-Albiolo 1966-ban bezárt vasútállomás Olaszországban, Lombardia régióban, Solbiate településen.

## Vasútvonalak
Az állomást az alábbi vasútvonalak érintették:
- Como–Varese-vasútvonal

## Kapcsolódó állomások
A vasútállomáshoz az alábbi állomások vannak a legközelebb:
- Stazione di Binago-San Salvatore
- Stazione di Olgiate Comasco